# ガイウス・フルウィウス・フラックス
ガイウス・フルウィウス・フラックス（ラテン語: Gaius Fulvius Flaccus、生没年不詳）は、紀元前2世紀中頃の共和政ローマの政治家。紀元前134年に執政官（コンスル）を務めた。

## 出自
フラックスはプレブス（平民）のフルウィウス氏族の出身である。フルウィウス氏族は紀元前4世紀の中頃にトゥスクルム（en）からローマに移住し、紀元前322年にはルキウス・フルウィウス・コルウスが氏族最初の執政官となっている。コグノーメン（第三名、家族名）であるフラックスは、紀元前264年に執政官を務めたマルクス・フルウィウス・フラックスから始まる。カピトリヌスのファスティによれば、フラックスの父のプラエノーメン（第一名、個人名）はクィントゥス、祖父はグナエウスである。父クィントゥスは、紀元前180年の補充執政官クィントゥス・フルウィウス・フラックス と推定され、前年の執政官セルウィウス・フルウィウス・フラックスとは兄弟の可能性がある。

## 経歴
執政官就任年とウィッリウス法の規定から、フラックスは遅くとも紀元前137年にはプラエトル（法務官）に就任したはずである。紀元前134年に執政官に就任。同僚はパトリキのプブリウス･コルネリウス・スキピオ・アエミリアヌス・アフリカヌスで、スキピオ・アエミリアヌスは二度目の執政官であった。
フラックスは前年から起きていた奴隷の反乱を鎮圧するためにシキリア属州に派遣された。しかし、古代の資料にフラックスの勝利は記録されていない。反乱は紀元前132年まで続き、プブリウス・ルピリウスが鎮圧した。この反乱はローマに対する三度にわたる奴隷の大規模反乱の最初のものであった。最後の反乱は最も有名で、スパルタクスが率いたものである。

## 参考資料

### 古代の資料
- カピトリヌスのファスティ
- ティトゥス・リウィウス『ローマ建国史』
- オロシウス『異教徒に反論する歴史』

### 研究書
- Münzer F. Fulvius // RE. - 1910. - Bd. VII, 1.